# Кубок Вэла Баркера

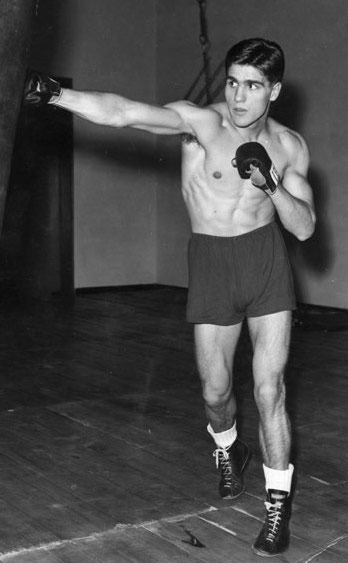
Нино Бенвенути — обладатель Кубка на Играх 1960 года

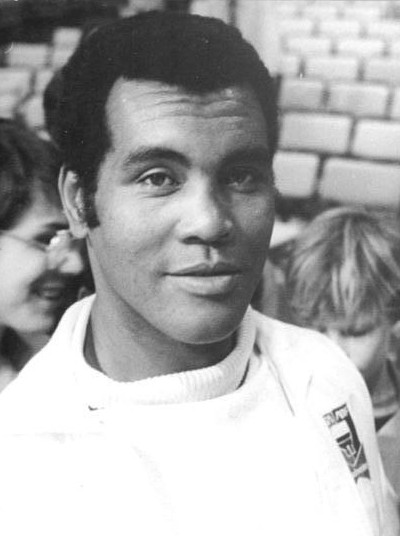
Теофило Стивенсон был удостоен Кубка на своих первых Играх в 1972 году

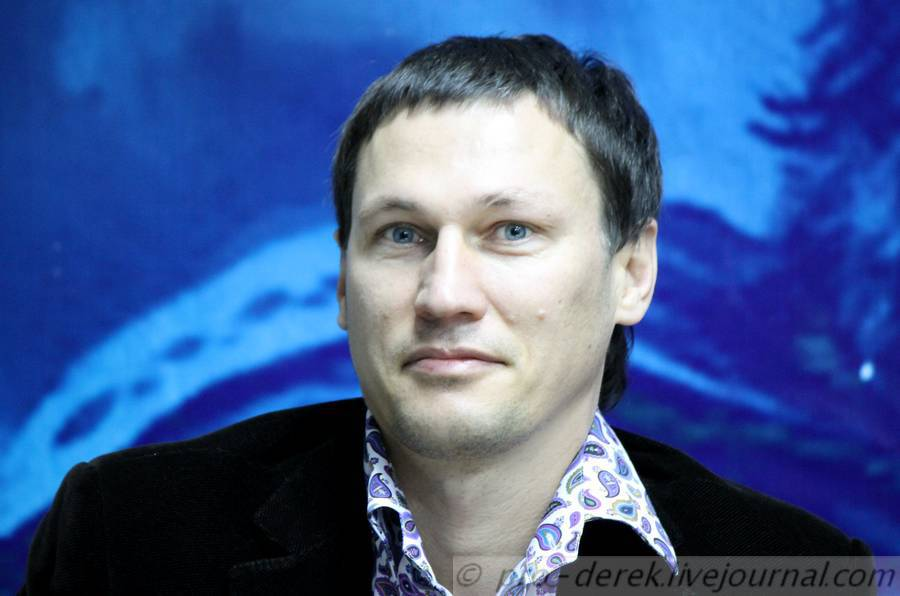
Олег Саитов — обладатель Кубка в 2000 году

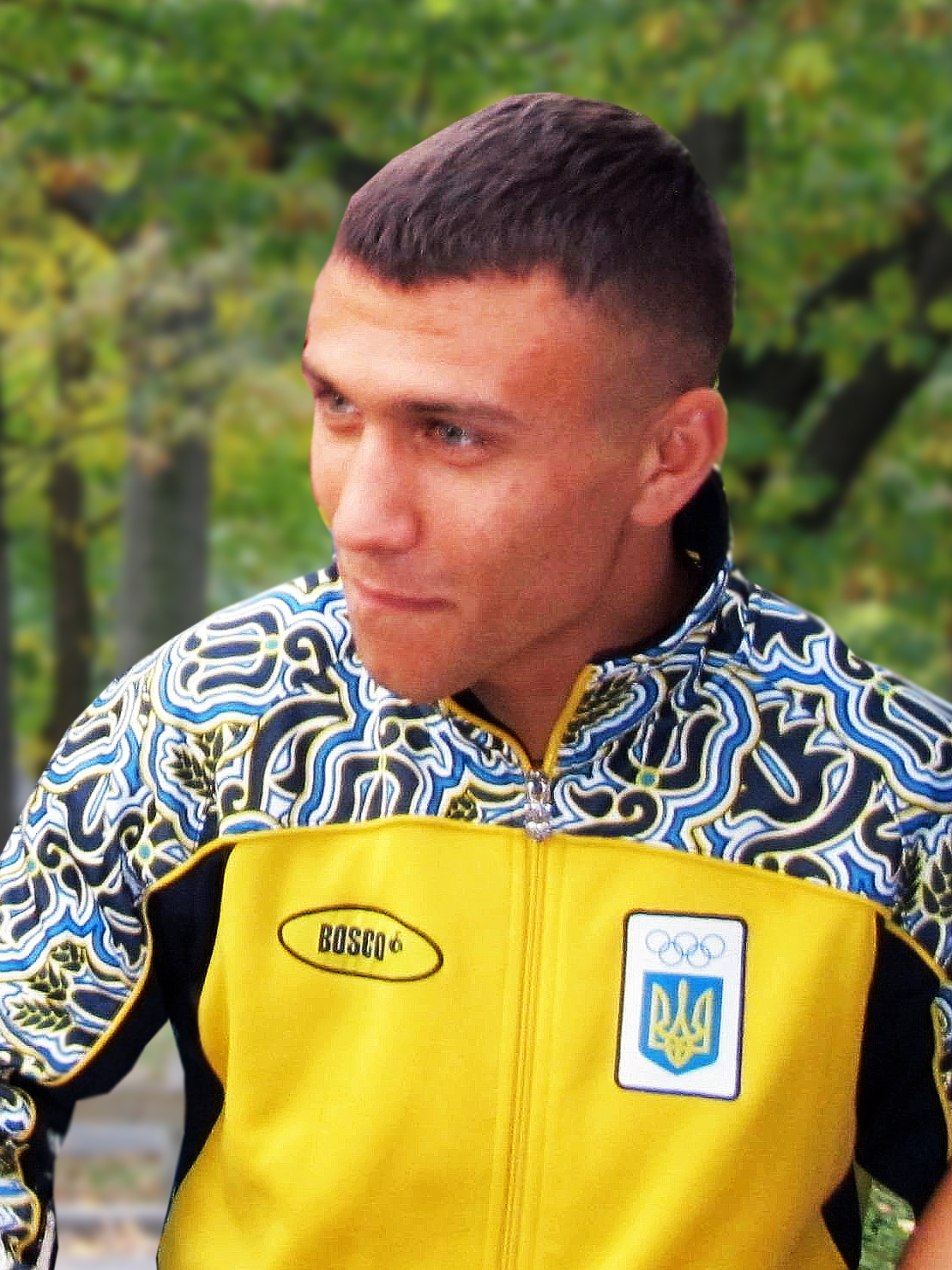
В 2008 году в Пекине кубок выиграл 20-летний украинец Василий Ломаченко

Кубок Вэла Баркера (англ. Val Barker Trophy) — приз, который вручается самому техничному боксёру Олимпийских игр с 1936 года по сегодняшний день. На Играх 2020 и 2024 годов не вручался из-за отстранения Международной ассоциации бокса от проведения Олимпийских игр.
Кубок был учреждён в честь английского боксёра Вэла Баркера, который стал первым почётным секретарём Международной ассоциации любительского бокса (AIBA) в 1920 году.
Кубок является собственностью AIBA и вручается на Олимпийских играх боксёру, показавшему наилучшую технику ведения боя, независимо от занятого им места. Ему вручается копия Кубка и диплом AIBA. Сам Кубок вручается победителю на специальной церемонии на следующий день после окончания соревнования в присутствии членов AIBA и приглашённых лиц. На церемонию вручения Кубка приглашаются все боксёры, выдвигавшиеся в число кандидатов — соискателей Кубка. На щите у основания Кубка гравируются: имя, страна, весовая категория обладателя, город, в котором проводились данные летние Олимпийские игры и год их проведения.
Боксёр — обладатель Кубка, приняв приз, передаёт его представителю своей национальной федерации (ассоциации) на хранение до следующих Олимпийских игр. Национальная федерация даёт AIBA письменное обязательство на сохранность Кубка и перечисляет на счет AIBA страховой финансовый взнос как гарантию сохранности приза. Не позже, чем за 7 дней до начала очередного олимпийского турнира боксёров Кубок должен быть доставлен в город, принимающий летние Олимпийские игры и передан представителям исполкома AIBA. Боксёр—обладатель Кубка, приглашается на летние Олимпийские игры в качестве почётного гостя и присутствует при церемонии передачи приза другому его обладателю. В случае присуждения Кубка боксёру или боксёрам одной и той же национальной федерации на трёх Олимпийских играх подряд, Кубок становится собственностью этой Федерации.
В 2016 году в Рио-де-Жанейро впервые Кубок был вручён и мужчине, и женщине.
Чаще всего обладателями Кубка становились американцы — 5 раз, после них спортсмены из Казахстана — 3 раза, Кубы и Италии — по 2 раза. Лишь трижды обладателями Кубка были спортсмены, не завоевавшие золотую медаль.

## Обладатели Кубка Вэла Баркера
| Олимпиада           | Боксёр             | Страна         | Весовая категория   | Медаль      |
| ------------------- | ------------------ | -------------- | ------------------- | ----------- |
| 1936 Берлин         | Луис Лори          | США            | наилегчайший вес    | Бронза      |
| 1948 Лондон         | Джордж Хантер      | ЮАС            | полутяжёлый вес     | Золото      |
| 1952 Хельсинки      | Норвел Ли          | США (2)        | полутяжёлый вес     | Золото      |
| 1956 Мельбурн       | Ричард Мактаггарт  | Великобритания | лёгкий вес          | Золото      |
| 1960 Рим            | Нино Бенвенути     | Италия         | 2-й полусредний вес | Золото      |
| 1964 Токио          | Валерий Попенченко | СССР           | 2-й средний вес     | Золото      |
| 1968 Мехико         | Филип Варуинге     | Кения          | полулёгкий вес      | Бронза      |
| 1972 Мюнхен         | Теофило Стивенсон  | Куба           | тяжёлый вес         | Золото      |
| 1976 Монреаль       | Говард Дэвис       | США (3)        | лёгкий вес          | Золото      |
| 1980 Москва         | Патрицио Олива     | Италия (2)     | 1-й полусредний вес | Золото      |
| 1984 Лос-Анджелес   | Пол Гонсалес       | США (4)        | легчайший вес       | Золото      |
| 1988 Сеул           | Рой Джонс          | США (5)        | полусредний вес     | Серебро     |
| 1992 Барселона      | Роберто Баладо     | Куба (2)       | супер тяжёлый вес   | Золото      |
| 1996 Атланта        | Василий Жиров      | Казахстан      | полутяжёлый вес     | Золото      |
| 2000 Сидней         | Олег Саитов        | Россия         | средний вес         | Золото      |
| 2004 Афины          | Бахтияр Артаев     | Казахстан (2)  | полусредний вес     | Золото      |
| 2008 Пекин          | Василий Ломаченко  | Украина        | полулёгкий вес      | Золото      |
| 2012 Лондон         | Серик Сапиев       | Казахстан (3)  | полусредний вес     | Золото      |
| 2016 Рио-де-Жанейро | Хасанбой Дусматов  | Узбекистан     | наилегчайший вес    | Золото      |
| 2016 Рио-де-Жанейро | Кларесса Шилдс     | США            | средний вес         | Золото      |
| 2020 Токио          | не вручался        | не вручался    | не вручался         | не вручался |
| 2024 Париж          | не вручался        | не вручался    | не вручался         | не вручался |

## Список
| Место | Страна         | Титул |
| ----- | -------------- | ----- |
| 1     | США            | 5     |
| 2     | Казахстан      | 3     |
| 3     | Италия         | 2     |
| 3     | Куба           | 2     |
| 4     | ЮАС            | 1     |
| 4     | Великобритания | 1     |
| 4     | СССР           | 1     |
| 4     | Кения          | 1     |
| 4     | Россия         | 1     |
| 4     | Украина        | 1     |
| 4     | Узбекистан     | 1     |

| Место | Весовая категория   | Титул |
| ----- | ------------------- | ----- |
| 1     | средний вес         | 4     |
| 2     | полутяжёлый вес     | 3     |
| 2     | лёгкий вес          | 3     |
| 4     | легчайший вес       | 2     |
| 4     | наилегчайший вес    | 2     |
| 6     | легкий средний      | 1     |
| 6     | 1-й полусредний вес | 1     |
| 6     | 1-й средний вес     | 1     |
| 6     | тяжелый вес         | 1     |
| 6     | супертяжелый вес    | 1     |

| Место | Медаль  | Титул |
| ----- | ------- | ----- |
| 1     | Золото  | 16    |
| 2     | Бронза  | 2     |
| 3     | Серебро | 1     |